# Christina Lathan
Christina Lathan (nascida Brehmer; Altdöbern, 28 de fevereiro de 1958) é uma ex-atleta da Alemanha Oriental, campeã olímpica em Montreal 1976.
Começou no atletismo aos onze anos de idade, em 1969, e em 1975, aos 17, ganhou três medalhas de ouro no Campeonato Europeu Júnior, nos 400 metros, revezamento 4x100 metros e revezamento 4x400 metros.
Em 1976, ela estabeleceu um novo recorde mundial para os 400 m, 49s77, o primeiro recorde eletrônico da distância abaixo de 50s, recorde este quebrado um mês depois pela multicampeã polonesa Irena Szewińska. Nos Jogos Olímpicos de Montreal, poucos meses depois, ela conquistou a prata na prova, atrás de Szewińska, mas sagrou-se campeã olímpica no revezamento 4x400 m, junto com Brigitte Rohde, Ellen Streidt, bronze na prova individual, e Doris Maletzki, quebrando o recorde olímpico e mundial da prova.
No ano seguinte, mais uma medalha de ouro no revezamento, na Copa do Mundo de Atletismo. Em 1978, medalha de prata na prova individual e mais um ouro com o revezamento alemão-oriental no Campeonato Europeu de Atletismo e o bicampeonato no revezamento na Copa do Mundo de 1979.
Lathan retornou aos Jogos Olímpicos em Moscou 1980, conquistando a medalha de bronze na prova individual dos 400 m, atrás de compatriota Marita Koch e da tcheca Jarmila Kratochvílová. No revezamento 4x400 m, como única sobrevivente da equipe campeã olímpica de Montreal, ficou com a prata, junto com Gabriele Löwe, Barbara Krug e Marita Koch.